# ناحیه المو، شهرستان اوتر تیل، مینه سوتا
ناحیه المو (به انگلیسی: Elmo Township) یک منطقهٔ مسکونی در ایالات متحده آمریکا است که در شهرستان اوتر تیل، مینه‌سوتا واقع شده‌است.
 ناحیه المو ۹۵٫۳ کیلومتر مربع مساحت و ۳۴۴ نفر جمعیت دارد و ۴۴۳ متر بالاتر از سطح دریا واقع شده‌است.